# Luís Bustos
Luís Bustos   (Leganés, 1973) és un dibuixant de còmics, il·lustrador i grafista espanyol.
Comença la seva carrera professional el 1996 realitzant històries curtes. La seva estrena amb el format àlbum arriba amb Residus l'any 2004. En 2009, publica Endurance, una novel·la gràfica que narra l'epopeia d'Ernest Shackleton a l'Antàrtida. Aquest còmic li suposa la seva primera nominació a la millor obra del Saló del Còmic de Barcelona. L'any següent, publica la seva segona novel·la gràfica Versus, que li val la seva següent nominació al 33è Saló Internacional del Còmic de Barcelona en la mateixa categoria.
El 2015 publica, juntament amb Santiago García, l'obra García primer volum d'un thriller polític ambientat a l'Espanya actual i amb elements propis del còmic de superherois. Amb aquesta obra, Bustos obté una tercera nominació a la millor obra del Saló del Còmic de Barcelona.
A més, el dibuixant ha col·laborat a les revistes El Manglar, Nosotros somos los muertos, El Jueves o Mister K, entre d'altres, i col·labora des dels seus inicis a la revista digital Orgullo y Satisfacción.

## Obra
- Residuos (Glénat, 2004) en col·laboració amb David Muñoz i Antonio Trashorras
- Zorgo (Dibbuks, 2008)
- Las Aventuras de Zorgo (Dibbuks, 2008)
- Endurance: la legendaria expedición a la Antártida de Ernest Shackleton (Planeta DeAgostini, 2009)
- Versus (Entrecomics, 2014)
- ¡García 1! (Astiberri, 2015) en col·laboració amb Santiago García